# ユダヤ諸語
ユダヤ諸語 (Jewish languages) とは、ユダヤ人が日常使用してきた言語の中で、特にヘブライ文字を使用するなど独特のユダヤ的色彩を帯びるようになり、ユダヤ人の文化の発展に大きく貢献してきた言語を指す。この点で、ヘブライ語や、ヘブライ文字を使わないファラシャ語はユダヤ諸語とはあまり言わない。

## ユダヤ諸語の一覧
- ユダヤ・アラビア語 Judæo-Arabic（話者はミズラヒムとセファルディム）
- ユダヤ・アラム語 Judæo-Aramaic（話者はクルド系ユダヤ人）
  - ユダヤ教徒現代アラム語
    - デニ語 Lishana Deni
    - ディダン語 Lishán Didán
    - ノシャン語 Lishanid Noshan（アゼルバイジャンで話されている）
- ユダヤ・イタリア語（イタルキ語） Italkian
- ユダヤ英語 Jewish English varieties
- ユダヤ・カタルーニャ語（カタラニート）
- カライム語 Karaim（話者はカライム人）
- ユダヤ・ギリシア語（イェヴァン語）
- ユダヤ・スペイン語（ラディーノ、ジュデズモ）Ladino（話者はセファルディム）
- ユダヤ・タジク語
- ユダヤ・タタール語（クリムチャク語）Krimchak（話者はクリムチャク人）
- ユダヤ・タート語（ジュフリ）Judæo-Tat（話者は山岳ユダヤ人）
- ユダヤ・チェコ語（クナアン語）
- ユダヤ・ドイツ語（イディッシュ語） Yiddish（話者はアシュケナジム）[1]
- ブハラ語 Bukharic（話者はブハラ・ユダヤ人）
- ユダヤ・フランス語（ツァルファティート）
- ユダヤ・プロヴァンス語（シュアディート）
- ユダヤ・ペルシア語 (Dzhidi)
- ユダヤ・ベルベル語 Judæo-Berber（話者はベルベル系ユダヤ人（英語版））
- ユダヤ・マラヤラム語 Judeo-Malayalam
- ユダヤ・ラテン語（ラアズ）

## その他のユダヤ人の言語
- ヘブライ語[2]
- サマリア語
- ファラシャ語 - 話者：ベタ・イスラエル（英: Falashaとも、en:Kingdom of Semien）
- アラム語